# BMW F15
Der BMW F15 ist ein Sport Utility Vehicle des deutschen Automobilherstellers BMW. Er ist die dritte Generation des BMW X5 und somit Nachfolger des BMW E70. Das Modell wurde am 30. Mai 2013 der Öffentlichkeit vorgestellt und wurde auf der Internationalen Automobil-Ausstellung im September 2013 in Frankfurt am Main erstmals zugänglich gemacht.

## Modellgeschichte

### Allgemeines
BMW reagierte auf Kritik an den SUV, indem eine verbesserte Aerodynamik und sparsame Motoren Entwicklungsziele waren. Ergebnisse waren die Luftauslässe in den Kotflügeln („Air breather“, „Air curtains“), der Einsatz einer drehzahlgeregelten Kraftstoffpumpe und Reifen mit geringerem Rollwiderstand. Darüber hinaus wurde mit dem sDrive 25d auch ein Vierzylinderdieselmotor ohne Allradantrieb angeboten, der 150 g/km beim CO2-Ausstoß (im Messzyklus) unterbot. Dies konnte zum Herbst 2015 mit dem Motor B47 weiter verbessert werden, siehe Technische Daten.
Ende 2018 löste dann der BMW G05 die dritte Generation des X5 ab.
Der BMW X5 wurde mit den BMW-Assistenzsystemen ausgestattet. Im Innenraum befindet sich das Display des Multimediasystems freistehend in zentraler Position. Das iDrive-System wurde überarbeitet. Mit dem sog. Fahrerlebnisschalter lassen sich unterschiedliche Fahrtmodi einstellen, welche insbesondere die Gaszufuhr, die Schaltung und die Lenkung beeinflussen. Mit dem optionalen adaptiven Fahrwerk (inklusive Wankstabilisierung Adaptive Drive) lassen sich die Dämpfer über den Fahrerlebnisschalter einstellen.

### Plug-in-Hybrid
Ebenfalls auf der IAA 2013 zeigte BMW mit dem Concept X5 eDrive ein Konzeptfahrzeug auf Basis des F15 mit einem Plug-in-Hybrid-Antrieb. Das Serienfahrzeug X5 xDrive40e, das auf der Auto Shanghai 2015 vorgestellt wurde, wird seit August 2015 verkauft.

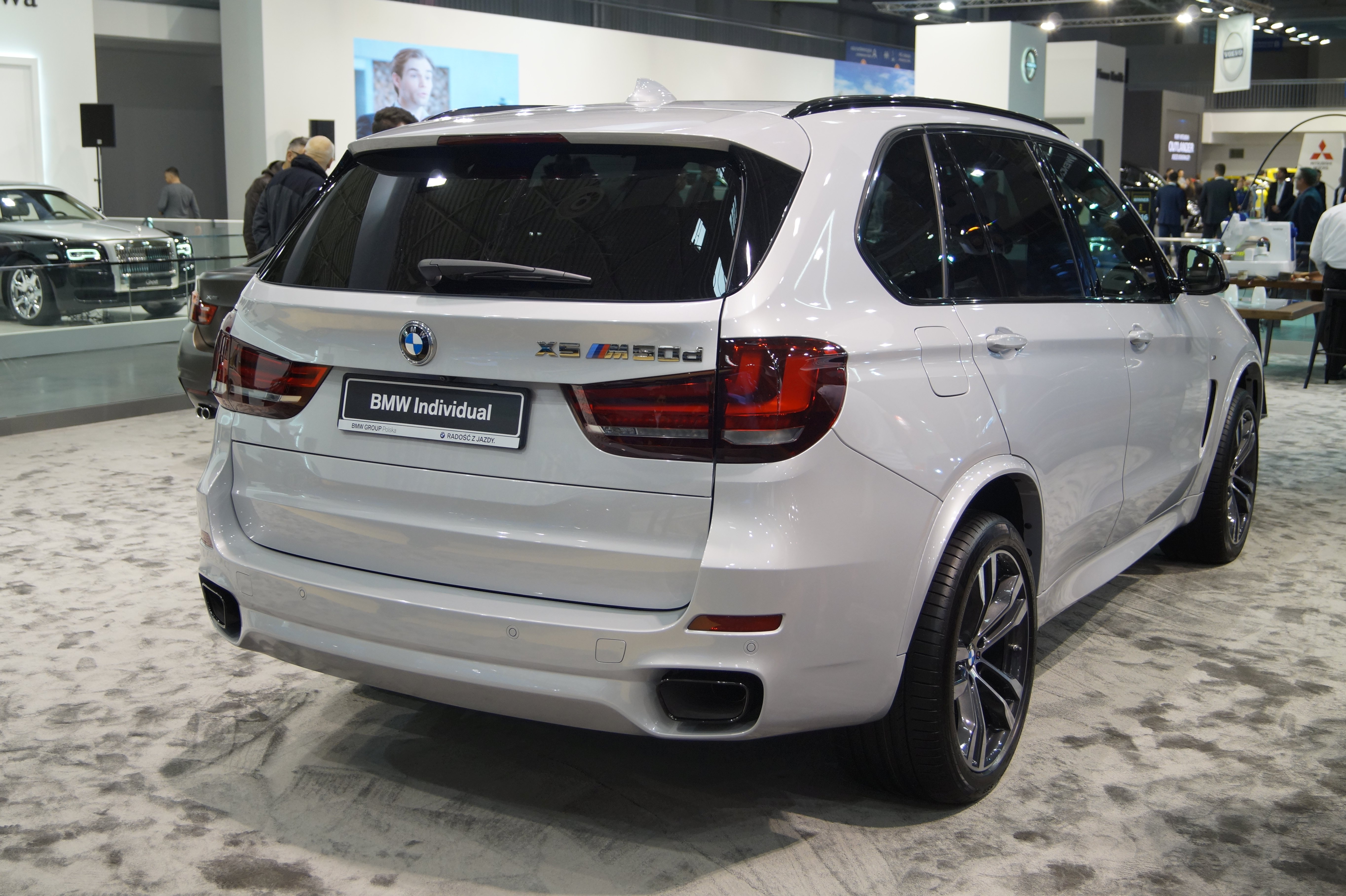
BMW X5 M50d
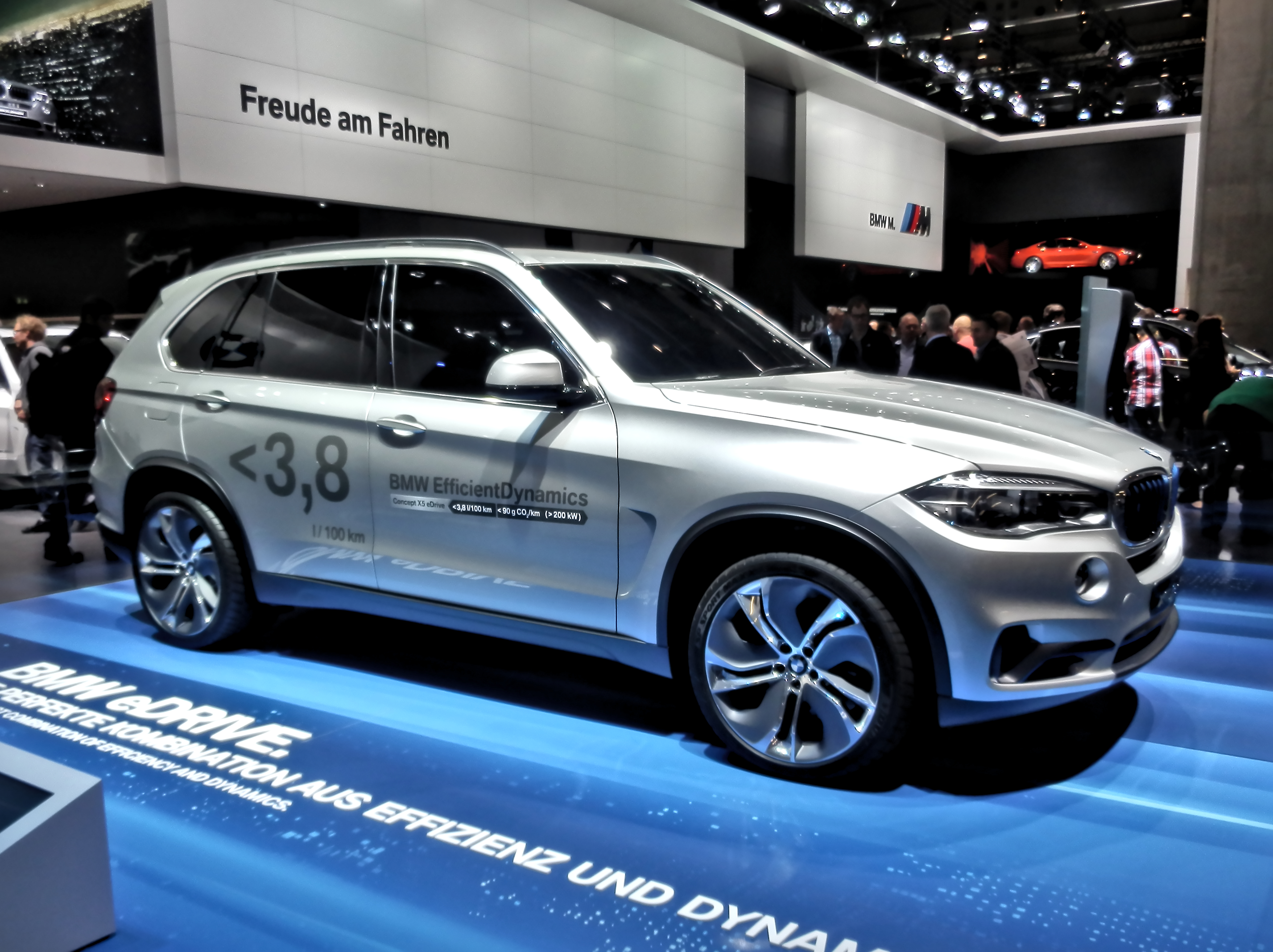
BMW Concept X5 eDrive auf der IAA 2013
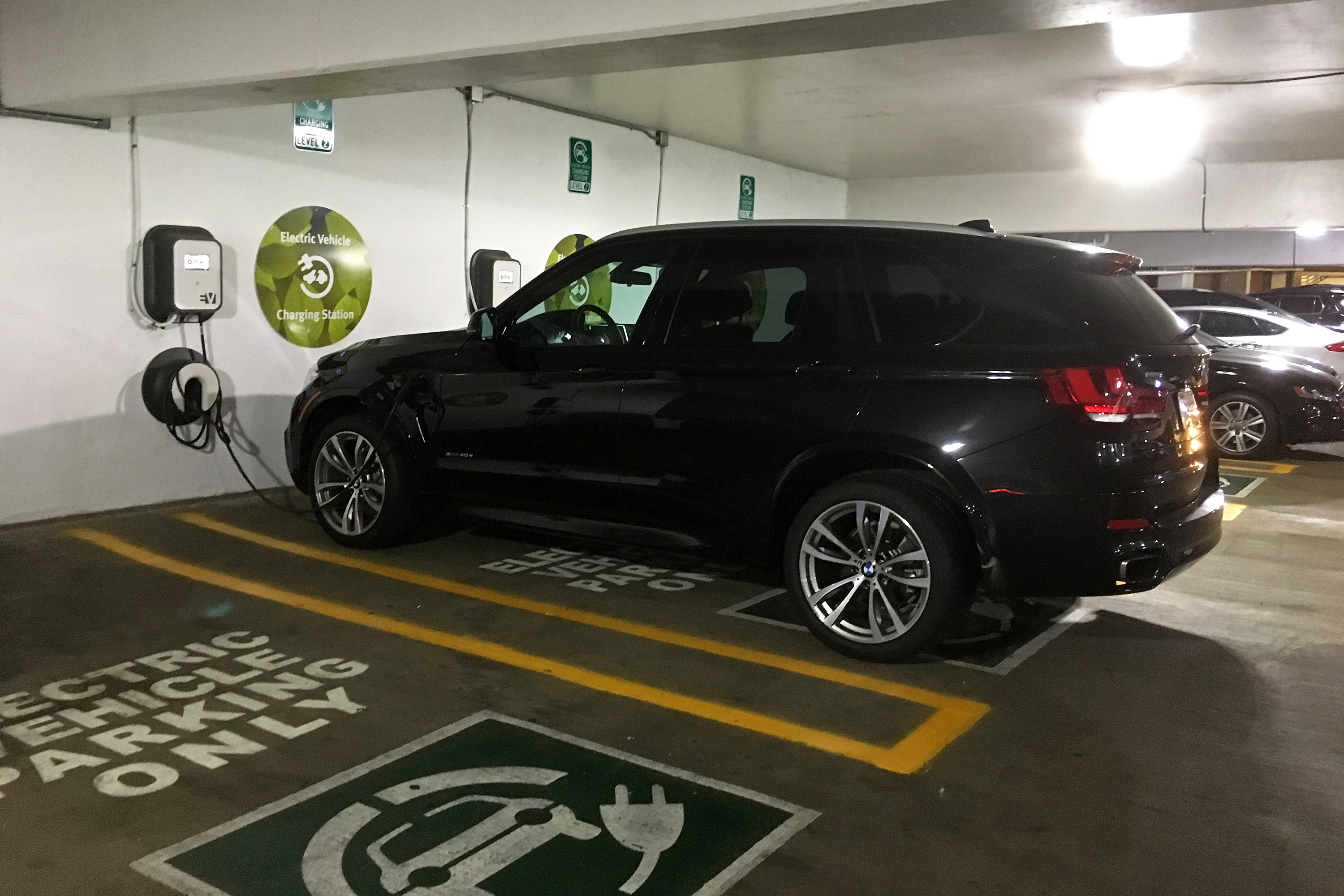
BMW X5 xDrive40e
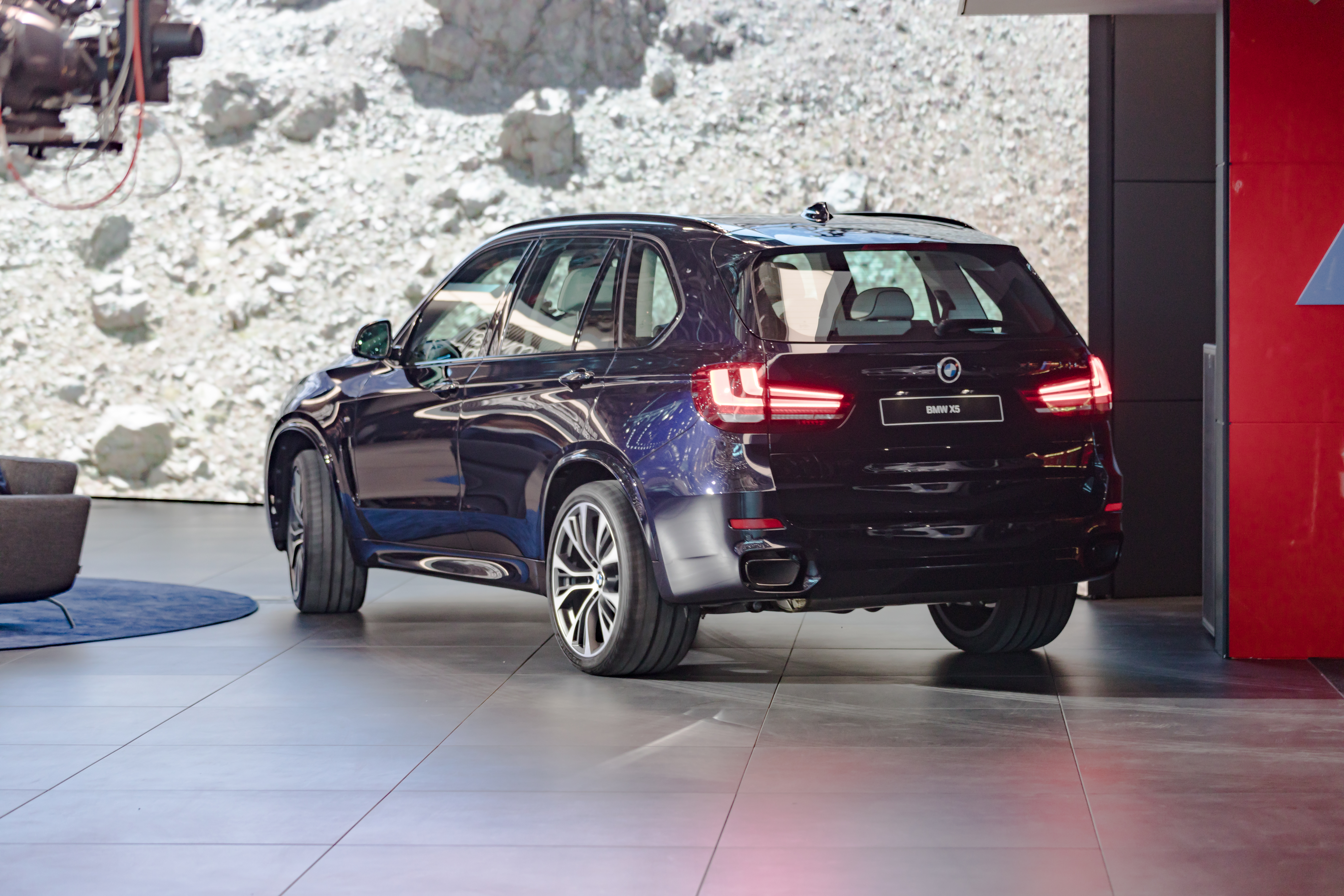
Heckansicht mit Rücklichtgrafik (Genf 2018)

## Technische Daten
Der günstigste cw-Wert ist 0,31 für den 30d; die Stirnfläche des X5 beträgt 2,84 m² (exemplarischer Vergleich: Die Stirnfläche des VW Golf VII beträgt 2,19 m².)
Der X5 ist mit eigenem Otto- oder Dieselmotor erhältlich. Alle Modelle gibt es mit dem Allradantrieb xDrive und serienmäßig mit der Achtgang-Automatik.
| Kenngrößen                                  | xDrive35i                         | xDrive40e                                                           | xDrive50i                         | X5 M (F85)                        | sDrive25d                      | xDrive25d                      | sDrive25d                      | xDrive25d                      | xDrive30d                      | xDrive40d                      | M50d                              |               |
| ------------------------------------------- | --------------------------------- | ------------------------------------------------------------------- | --------------------------------- | --------------------------------- | ------------------------------ | ------------------------------ | ------------------------------ | ------------------------------ | ------------------------------ | ------------------------------ | --------------------------------- | ------------- |
| Bauzeitraum                                 | seit 12/2013                      | seit 08/2015                                                        | seit 08/2013                      | seit 03/2015                      | 12/2013–07/2015                | 12/2013–07/2015                | seit 08/2015                   | seit 08/2015                   | seit 08/2013                   | seit 12/2013                   | seit 08/2013                      |               |
| Motorkenndaten                              |                                   |                                                                     |                                   |                                   |                                |                                |                                |                                |                                |                                |                                   |               |
| Motorbezeichnung                            | N55B30                            | N20B20                                                              | N63B44                            | S63B44(tü)                        | N47D20                         | N47D20                         | B47D20                         | B47D20                         | N57D30                         | N57D30                         | N57D30S1                          |               |
| Motorart                                    | Ottomotor                         | Ottomotor + Elektromotor                                            | Ottomotor                         | Ottomotor                         | Dieselmotor                    | Dieselmotor                    | Dieselmotor                    | Dieselmotor                    | Dieselmotor                    | Dieselmotor                    | Dieselmotor                       |               |
| Motortyp                                    | R6                                | R4 + Elektromotor                                                   | V8                                | V8                                | R4                             | R4                             | R4                             | R4                             | R6                             | R6                             | R6                                |               |
| Gemischaufbereitung                         | Direkteinspritzung                | Direkteinspritzung                                                  | Direkteinspritzung                | Direkteinspritzung                | Common-Rail-Direkteinspritzung | Common-Rail-Direkteinspritzung | Common-Rail-Direkteinspritzung | Common-Rail-Direkteinspritzung | Common-Rail-Direkteinspritzung | Common-Rail-Direkteinspritzung | Common-Rail-Direkteinspritzung    |               |
| Motoraufladung                              | Turbolader                        | Turbolader                                                          | Bi-Turbo                          | Bi-Turbo                          | zweistufige Turboaufladung     | zweistufige Turboaufladung     | zweistufige Turboaufladung     | zweistufige Turboaufladung     | Turbolader                     | zweistufige Turboaufladung     | Tri-Turbo                         |               |
| Hubraum                                     | 2979 cm³                          | 1997 cm³                                                            | 4395 cm³                          | 4395 cm³                          | 1995 cm³                       | 1995 cm³                       | 1995 cm³                       | 1995 cm³                       | 2993 cm³                       | 2993 cm³                       | 2993 cm³                          |               |
| max. Leistung                               | 225 kW (306 PS) bei 5800–6400/min | 180 kW (245 PS) bei 5000–6000/min + 83 kW (113 PS) bei 3170/min (1) | 330 kW (450 PS) bei 5500–6000/min | 423 kW (575 PS) bei 6000–6500/min | 160 kW (218 PS) bei 4400/min   | 160 kW (218 PS) bei 4400/min   | 170 kW (231 PS) bei 4400/min   | 170 kW (231 PS) bei 4400/min   | 190 kW (258 PS) bei 4000/min   | 230 kW (313 PS) bei 4400/min   | 280 kW (381 PS) bei 4000–4400/min |               |
| max. Drehmoment                             | 400 Nm bei 1200–5000/min          | 350 Nm bei 1250–4800/min + 250 Nm bei 3170                          | 650 Nm bei 2000–4500/min          | 750 Nm bei 2200–5000/min          | 450 Nm bei 1500–2500/min       | 450 Nm bei 1500–2500/min       | 500 Nm bei 1500–3000/min       | 500 Nm bei 1500–3000/min       | 560 Nm bei 1500–3000/min       | 630 Nm bei 1500–2500/min       | 740 Nm bei 2000–3000/min          |               |
| Kraftübertragung                            |                                   |                                                                     |                                   |                                   |                                |                                |                                |                                |                                |                                |                                   |               |
| Antrieb, serienmäßig                        | Allradantrieb xDrive              | Allradantrieb xDrive                                                | Allradantrieb xDrive              | Allradantrieb xDrive              | Hinterrad                      | Allradantrieb                  | Hinterrad                      | Allradantrieb                  | Allradantrieb                  | Allradantrieb                  | Allradantrieb                     | Allradantrieb |
| Getriebe, serienmäßig                       | 8-Gang-Automatik                  | 8-Gang-Automatik                                                    | 8-Gang-Automatik                  | 8-Gang-Automatik                  | 8-Gang-Automatik               | 8-Gang-Automatik               | 8-Gang-Automatik               | 8-Gang-Automatik               | 8-Gang-Automatik               | 8-Gang-Automatik               | 8-Gang-Automatik                  |               |
| Messwerte                                   |                                   |                                                                     |                                   |                                   |                                |                                |                                |                                |                                |                                |                                   |               |
| Leergewicht (nach EG-Richtlinie)            | 2105 kg                           | 2305 kg                                                             | 2250 kg                           | 2350 kg                           | 2070 kg                        | 2115 kg                        | 1995 kg                        | 2040 kg                        | 2145 kg                        | 2185 kg                        | 2265 kg                           |               |
| Höchstgeschwindigkeit                       | 235 km/h                          | 210 km/h                                                            | 250 km/h                          | 250 km/h                          | 220 km/h                       | 220 km/h                       | 220 km/h                       | 220 km/h                       | 230 km/h                       | 236 km/h                       | 250 km/h                          |               |
| Beschleunigung, 0–100 km/h                  | 6,5 s                             | 6,8 s                                                               | 4,9 s                             | 4,2 s                             | 8,2 s                          | 8,2 s                          | 7,7 s                          | 7,7 s                          | 6,9 s                          | 5,9 s                          | 5,3 s                             |               |
| Kraftstoffverbrauch auf 100 km (kombiniert) | 8,5 l Super                       | 8,4 l Super                                                         | 10,4 l Super                      | 11,1 l Super plus                 | 5,7 l Diesel                   | 5,9 l Diesel                   | 5,3 l Diesel                   | 5,6 l Diesel                   | 6,2 l Diesel                   | 6,3 l Diesel                   | 6,7 l Diesel                      |               |
| CO2-Emission (kombiniert)                   | 197 g/km                          | 178 g/km                                                            | 242 g/km                          | 258 g/km                          | 149 g/km                       | 154 g/km                       | 136 g/km                       | 146 g/km                       | 162 g/km                       | 164 g/km                       | 177 g/km                          |               |
| Abgasnorm nach EU-Klassifikation            | Euro 6                            | Euro 6                                                              | Euro 6                            | Euro 6                            | Euro 6                         | Euro 6                         | Euro 6                         | Euro 6                         | Euro 6                         | Euro 6                         | Euro 6                            |               |

Der SCR-Katalysator zur Senkung der NOx-Emissionen war bei Dieselmotoren zur Auslieferung in den USA seit Ende 2008 serienmäßig verbaut.

## Produktion
Der BMW F15 wird, wie auch sein Vorgänger der BMW E70, bei BMW US Manufacturing Company in Greer (South Carolina) produziert. Knapp 30 % der Fahrzeuge werden in den USA verkauft, 70 % werden in über 140 Länder exportiert. Auch die Modelle X3, X4 und X6 werden dort produziert.

## Trivia

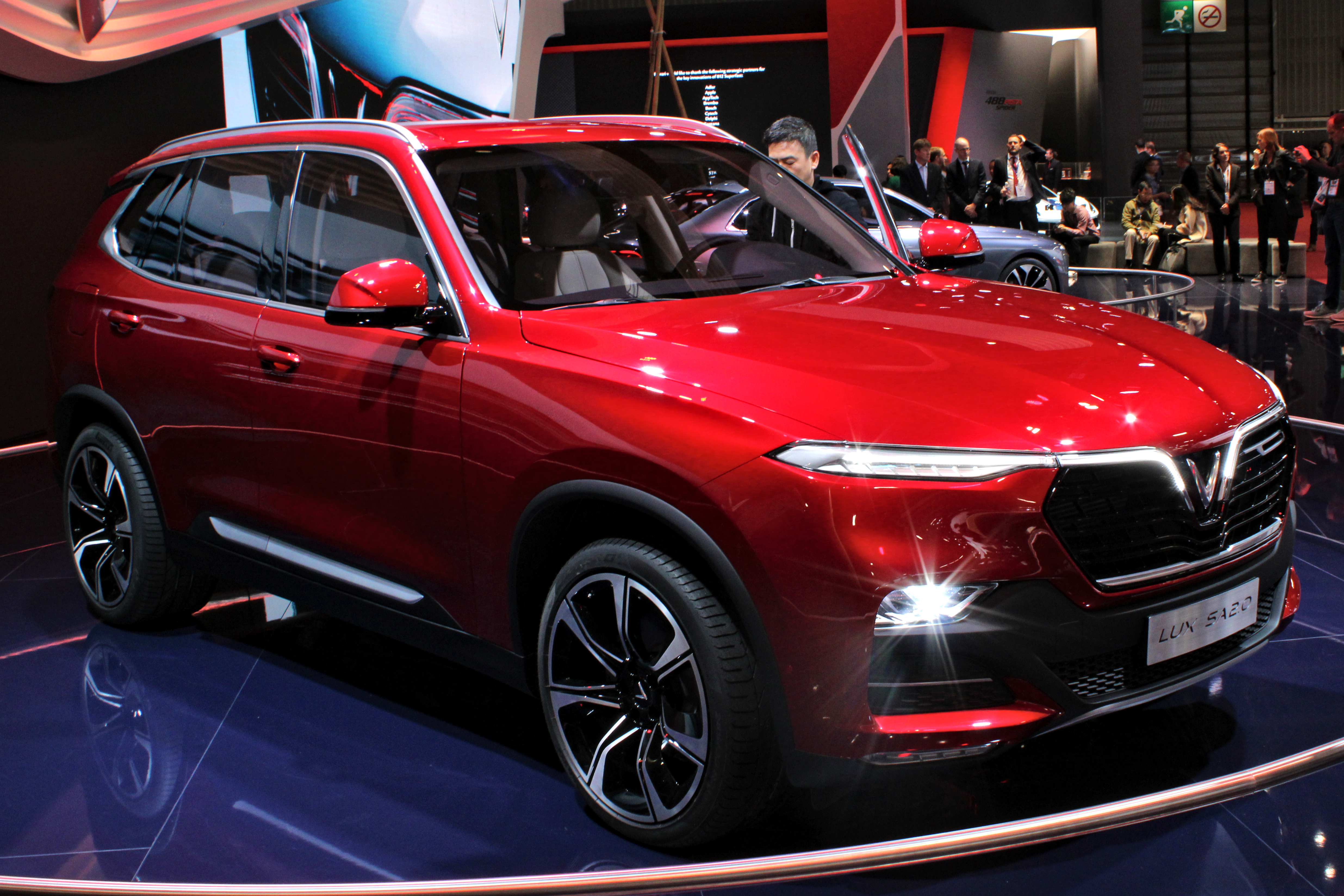
Vinfast Lux SA 2.0 auf Basis des BMW F15

Der auf der Mondial de l’Automobile 2018 vorgestellte Lux SA 2.0 der vietnamesischen Marke Vinfast basiert auf dem BMW F15.